# Carduelis atrata
Spinus atrata là một loài chim thuộc họ Fringillidae.
Chúng được tìm thấy ở Argentina, Bolivia, Chile, và Peru.
Môi trường sống tự nhiên của chúng là các vùng cây bụi ở khu vực cao nhiệt đới hoặc cận nhiệt đới và các thảo nguyên nhiệt đới hoặc cận nhiệt đới.

## Hình ảnh

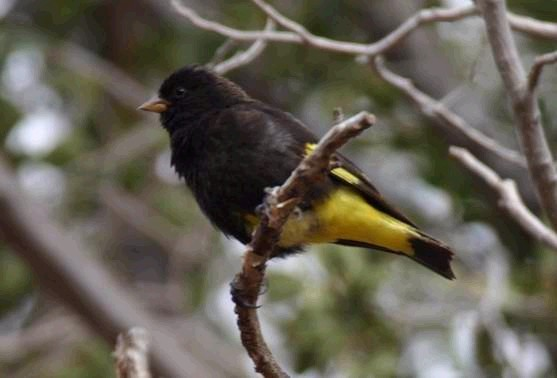
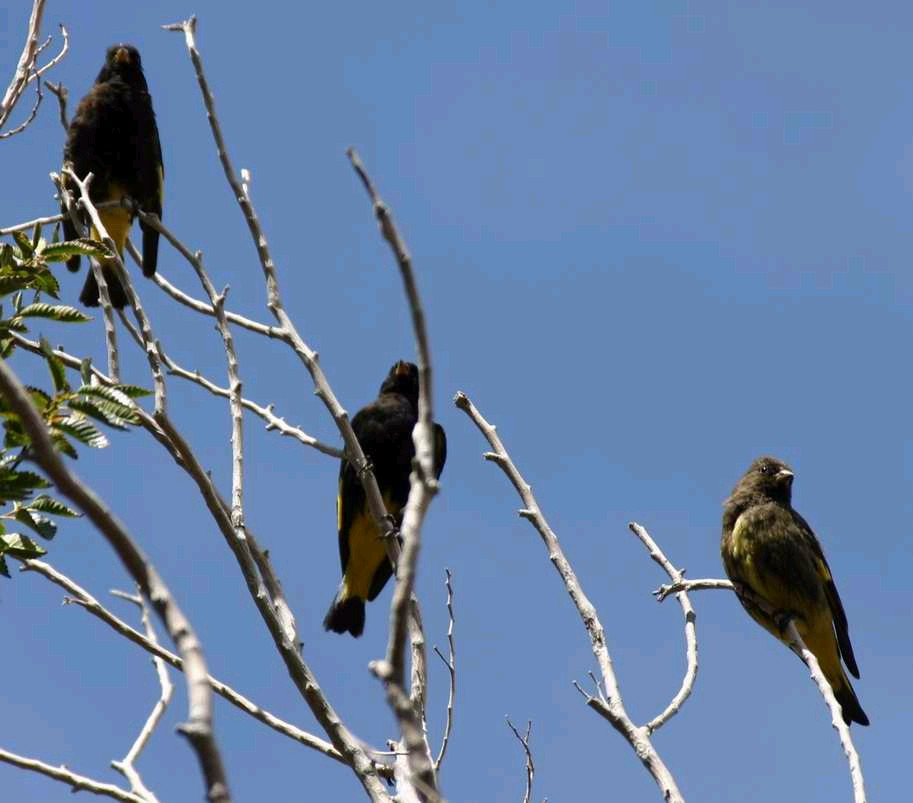
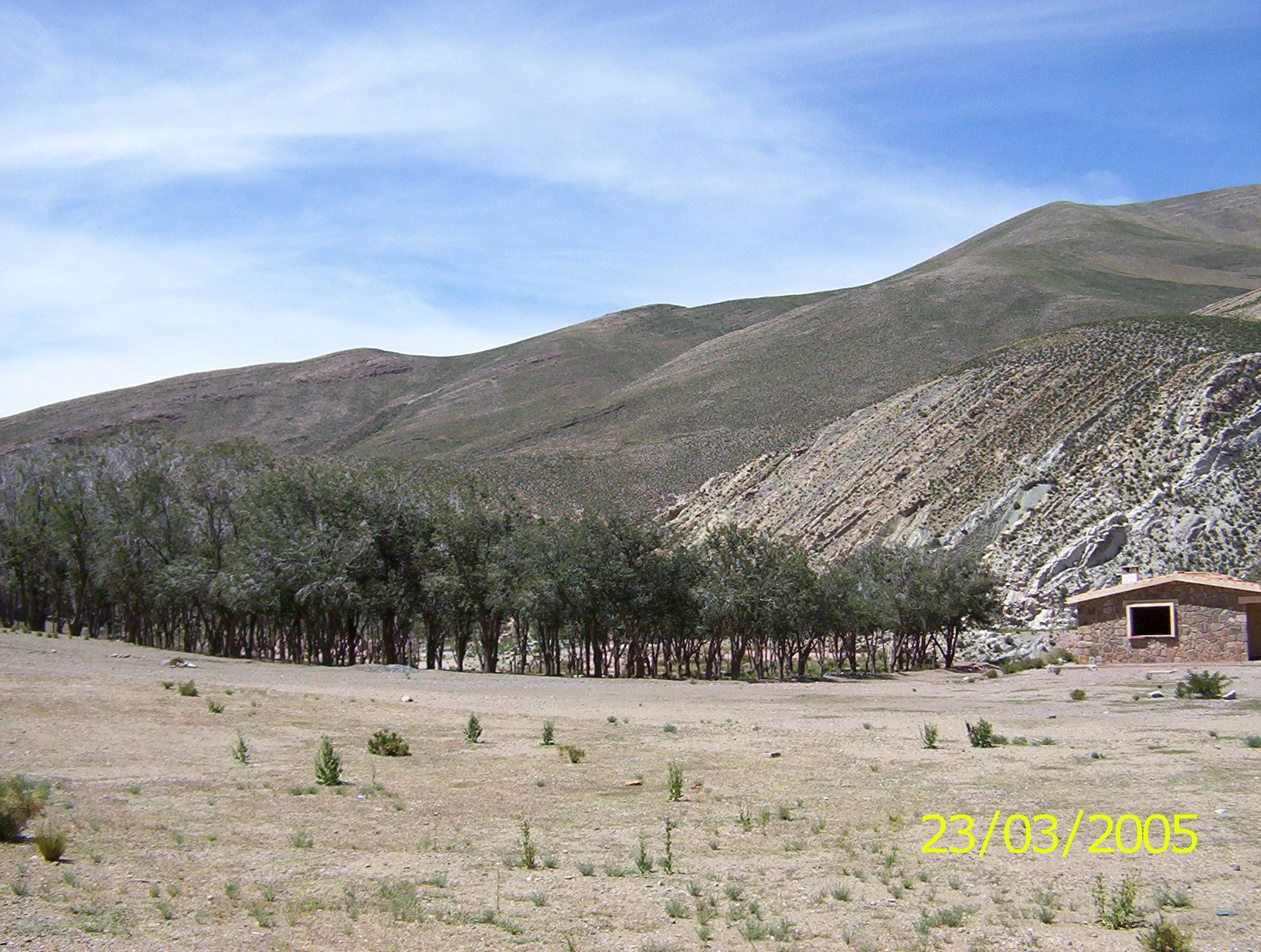
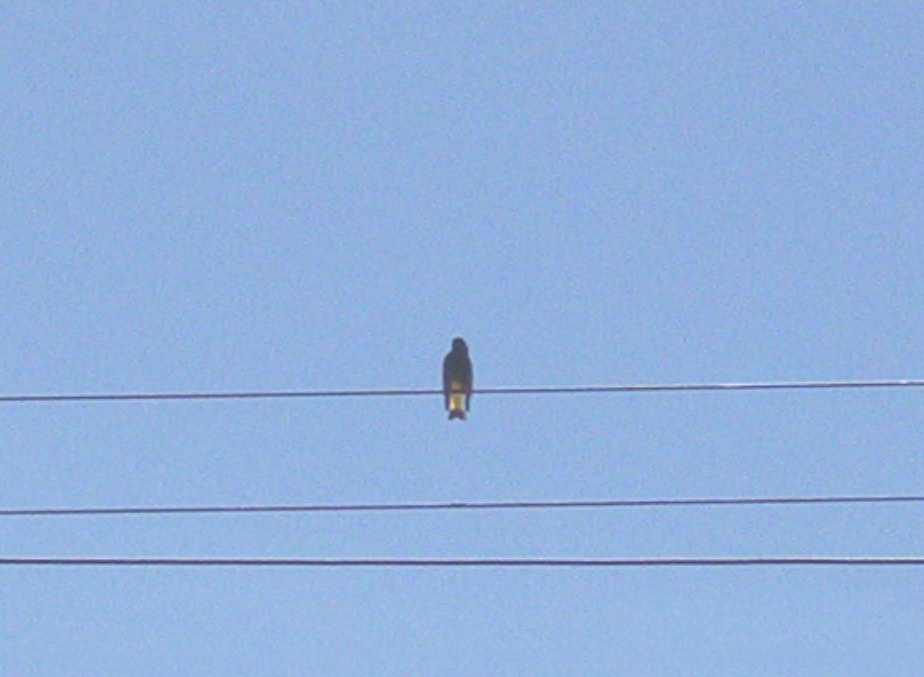